# Udvari Haditanács

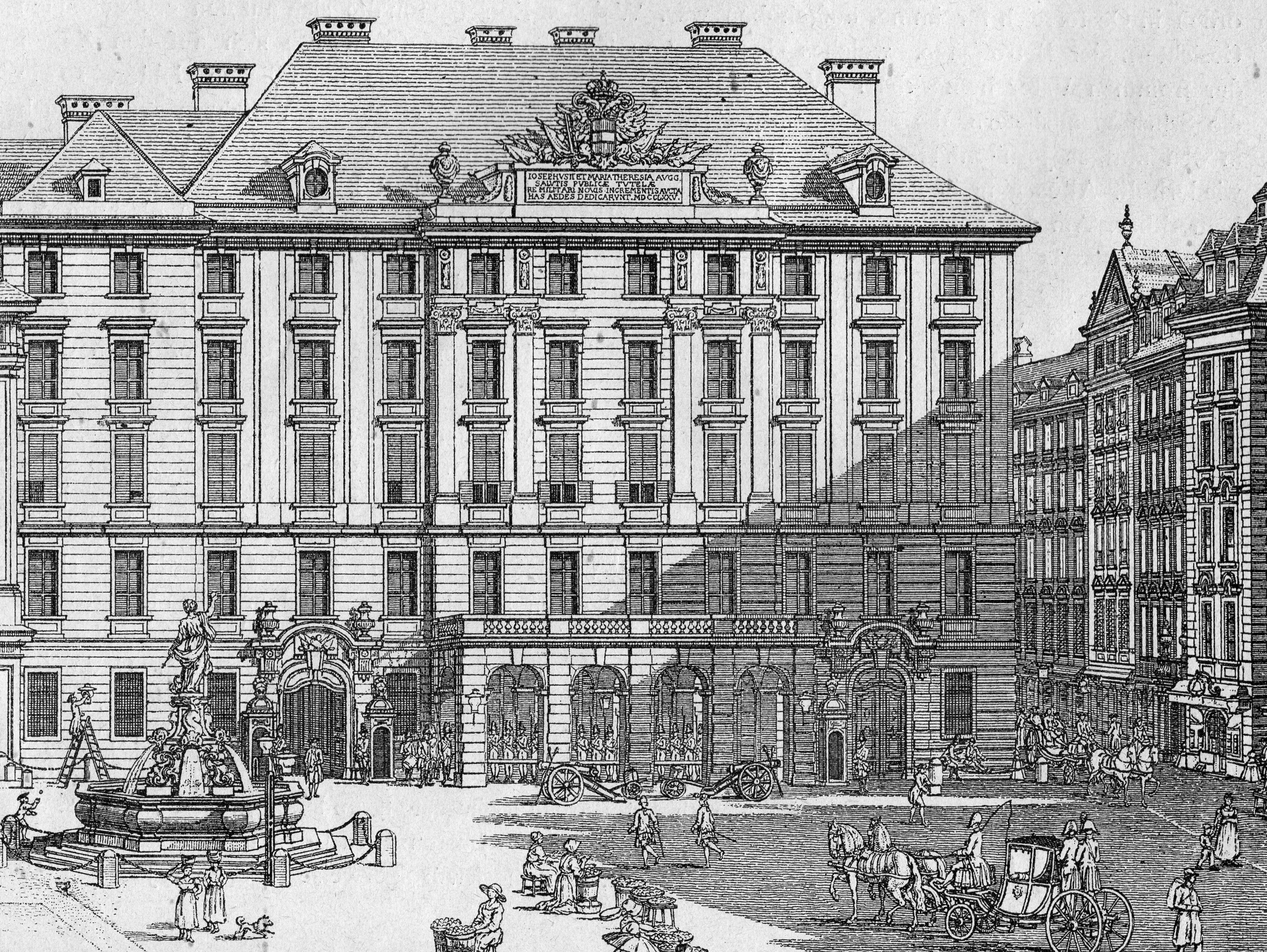
Az Udvari Haditanács egykori épülete Bécsben, az Am Hof téren, 1775.

Az Udvari Haditanács (németül: Hofkriegsrat, régies írásmóddal Hofkriegsrath) volt a Habsburg Birodalom legfelső hadügyi irányító hatósága, a birodalmi haderő legfelső döntéshozó hatósága. 1556-ban alapította I. Ferdinánd császár. Az Udvari Hadinatács 1848-ig működött a Habsburg uralkodók által kinevezett elnök irányítása alatt, szerepét ekkortól a Császári-királyi Hadügyminisztérium (K.k. Kriegsministerium) vette át. Székhelye mindvégig Bécsben (és két évszázadon át Grazban is) volt, az utóbbit Mária Terézia idején egyesítették a bécsi központtal.

## Elődszervezetek
A középkorban a haderő ügyeit közvetlenül maga az uralkodó vagy az általa kinevezett főhadparancsnok irányította. A 15. század végétől, a hivatásos, állandó központi királyi haderő létrejöttétől szükségessé vált, hogy a legfelső hadvezetést és a hadügyi igazgatási feladatokat képzett főtisztek, tapasztalt hadvezérek testülete lássa el. A Habsburg Birodalom politikai és katonai politikai operatív ügyeinek irányítását is az uralkodó egyetlen hatóság kezében összpontosította, amely különböző időkben változatos neveket viselt. I. Miksa császár 1500–1512 között megalapított egy irányító hatóságot, amelyet először „Regiment”-nek, majd „Geheime Stellé”-nek (kb. Titkos Hivatalnak) neveztek, de hivatkoztak rá „Landesregierung” (kb. Országkormányzat), „Hofrat” (Udvari Tanács) és „Staatsrat” (Államtanács) néven is.
Az 1520-as években Nyugat-Európában és Észak-Itáliában folyó Habsburg–francia háborúk, másfelől a belháborúba süllyedt Magyar Királyság Habsburg birtokba vételének tapasztalatai alapján, és nem utolsósorban a Bécset fenyegető oszmán előnyomulást megtapasztalva I. Ferdinánd osztrák főherceg, magyar és cseh király és tanácsadói már 1529-ben felismerték annak sürgető szükségességét, hogy a hadügyi irányítás feladataira önálló, központi Haditanácsot (Kriegsrath) kell szervezni. Ennek jogállásáról, feladatairól azonban hosszú ideig eredménytelen viták és tárgyalások folytak. 1531. február 25-én Ferdinánd Linzben kibocsátott egy uralkodói rendelkezést (Instruktion), ebben elrendelte egy négy katonai tanácsadóból álló központi haditanácsi testület felállítását. A haditanács az uralkodó irányítása alá tartozott.

## Az intézmény
1556. november 17-én végül eljutottak egy állandó haditanács (Steter Kriegsrath) megalapításához. I. Ferdinánd főherceg öt katonai főtanácsnokot (Kriegsrat) nevezett ki. Egyiküket, Ehrenreich von Königsberg (vagy Khungsperg) lovagot, a Haditanács elnökévé (Präsident des Hofkriegsrates) emelte, és ráruházta azokat a legfelsőbb katonai irányítási és igazgatási feladatokat, amelyekre eddig az uralkodó volt jogosult. A fontos döntések végső jóváhagyása természetesen továbbra is az uralkodó saját jogköre maradt. Az állandó haditanács tagjai magas rangú katonák, hadi tapasztalatokkal rendelkező aktív vagy nyugállományba vonult hadvezérek voltak. Számosan közülük elérték a legmagasabb katonai rangot, a tábornagyit (Feldmarschall). Ez a legfelsőbb katonai vezető testület felügyelte a teljes (osztrák) Habsburg-haderőt békeidőben és háborúban is. Döntéseket hozott az elvégzendő erődítési munkákról, a haderő felszereléséról, a katonák zsoldjáról, a hadi készletek felhalmozásáról és felhasználásáról. A Haditanács hatáskörébe tartozott  továbbá a háborúkra való felkészülés, a háborús stratégia megtervezése, a háború lefolytatásának irányítása is.
1556. december 31-én a Habsburg Birodalomban működő összes katonai hatóság és parancsnokság uralkodói parancsot kapott, amely az új Haditanács alárendeltségébe helyezte őket. Az Udvari Haditanács (Hofkriegsrath) megnevezést először 1564-ben, az uralkodói kancellária egyik rendeletében használták, ez később végleges és hivatalos elnevezéssé vált.
A Haditanács megalakulása után minden a hadseregeket vezénylő tábornokok a stratégiai parancsnoki döntéseikhez meg kellett szerezniük a távoli Bécsben székelő Haditanács előzetes jóváhagyását, még háborús helyzetben is. Kivételt csak az uralkodó által kinevezett és különleges jogokkal felruházott, önálló működésre felhatalmazott fővezér vagy főhadparancsnok, a Generalissimus. A központosított eljárás célja az volt, hogy a központi haditerveknek megfelelően hatékonyan összehangolja a különböző frontokon tevékenykedő hadseregek működését. A rendszer hátránya olyan hadjáratokban ütközött ki, amikor a Haditanácsnak alárendelt Habsburg hadvezérek önállóan döntő és ténykedő ellenséges főhadparancsnokkal kerültek szembe, mint például Ausztria és Poroszország 18. századi háborúiban, ahol a csapatait önállóan vezető és tábornokainak is szabadabb kezet adó Nagy Frigyes porosz király került stratégiai fölénybe.
Az Udvari Haditanács szoros és közvetlen kapcsolatban állt az Udvari Kamarával (Hofkammer) és az udvari kancelláriával (Hofkanzlei). Az előbbi a Haditanács pénzügyi felügyeletét látta el, az utóbbi volt a politikai koordináló szerv a Haditanács és kormányzat között. 1564-ben I. Ferdinánd főherceg megosztotta tartományait, és Belső-Ausztria kormányzását fiának, II. Károly főhercegnek adta. Ennek nyomán 1565-ben Grazban egy Bécstől függetlenül működő második Udvari Haditanácsot szerveztek, amely Belső-Ausztria katonai ügyeit, és az Oszmán Birodalommal hatókörébe jutott osztrák határtartományok védekezését irányította.
1615-ben kiadott Új Rendelkezés-ében (Neue Instruktion) Mátyás császár (II. Mátyás néven magyar király) jelentősen kiszélesítette az Udvari Haditanács hatáskörét. III. Ferdinánd császár és király uralkodása alatt létrehozták a Haditanács alelnökének státusát is. A következő uralkodók, I. Lipót császár és Mária Terézia uralkodó főhercegnő is módosították, korszerűsítették az Udvari Haditanács szervezetét. A török katonai fenyegetés elmúltával Mária Terézia feloszlatta a grazi Haditanácsot, hatásköreit a bécsi Udvari Haditanácsnak adta át. II. József császár erős központosítást hajtott végre, amikor a katonai igazgatás összes ágazatát egységesen az Udvari Haditanács alá rendelte.
1801-ben II./I. Ferenc császár Károly főherceget, Teschen hercegét bízta meg a Haditanács ügyeinek vezetésével. Károly főherceg első alkalommal vezette be a hadügyminiszteri címet, és az Udvari Haditanácsot három főosztályra bontotta (katonai, igazságügyi és ügyviteli feladatokra). Az igazgatási testületet az Udvari Haditanács elnöke vezette.
1848-ban az Udvari Haditanácsot cs.-kir. Hadügyminisztériummá (k. k. Kriegsministerium) alakították át. 1853–1860 között a haderő főparancsnoki irányító jogkörét a fiatal Ferenc József császár magának tartotta fenn. A minisztériumot Haderő-főparancsnoksággá nevezték át (Armeeoberkommando, rövidítve AOK). A szárd háborúban elszenvedett megalázó vereség után 1860-ban a hadügyi irányítás visszakerült a Hadügyminisztériumhoz.
1867-ben létrejött Osztrák–Magyar Monarchia. A kiegyezés értelmében Magyarország belpolitikai önállóságot kapott. A haderőt és a haditengerészetet a két állam ún. „közös ügyei” közé sorolták, amely nem a kormányoknak, hanem személyesen az uralkodónak volt alárendelve, és az általa kinevezett közös hadügyminiszter igazgatta. A Hadügyminisztérium, a hadsereg és a haditengerészet „császári és királyi” (k.u.k.) jelzőt kapott, ezt 1918. október 31-ig használták, amikor Magyarország kivált a dualista Monarchiából. A közös intézmények mellett működött a két külön védelmi minisztérium: a Magyar Királyi Honvédséget a budapesti M. kir. Honvédelmi Minisztérium (németül: K.u. Honvédministerium) felügyelte, az örökös tartományokban (Ciszlajtániában) az osztrák Honi Véderőt (Landwehrt) a bécsi Császári-királyi Honvédelmi Minisztérium (k.k. Ministerium für Landesverteidigung) felügyelte.
Az Osztrák–Magyar Monarchia uralkodója, I. Ferenc József császár a Császári és Királyi Fegyveres Erők Legfelsőbb Főparancsnokának hatáskörét (Oberbefehl) saját magának tartotta fenn. Stratégiai döntésekben a haderő vezérkari főnöksége volt egyedül illetékes, amely amúgy is csak békeidőben tartozott (akkor is csak formálisan) a Hadügyminisztérium alárendeltségébe. A cs. és kir. Hadügyminisztérium feladata a hadsereg és a haditengerészet hadszervezési és igazgatási ügyeire korlátozódott.

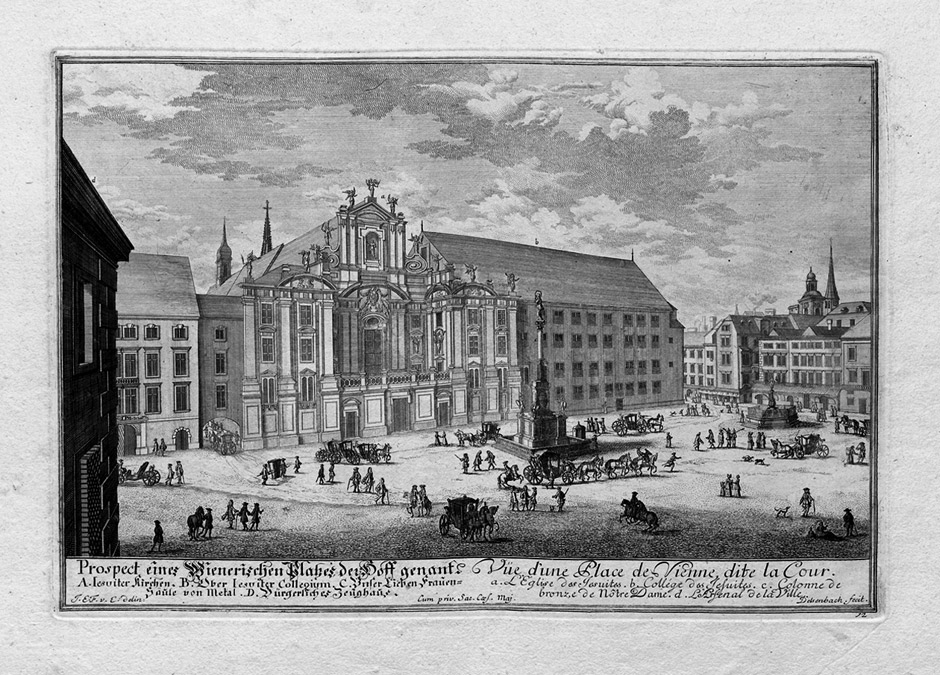
A jezsuita templom és kolostor 1740 körül, Am Hof, Bécs

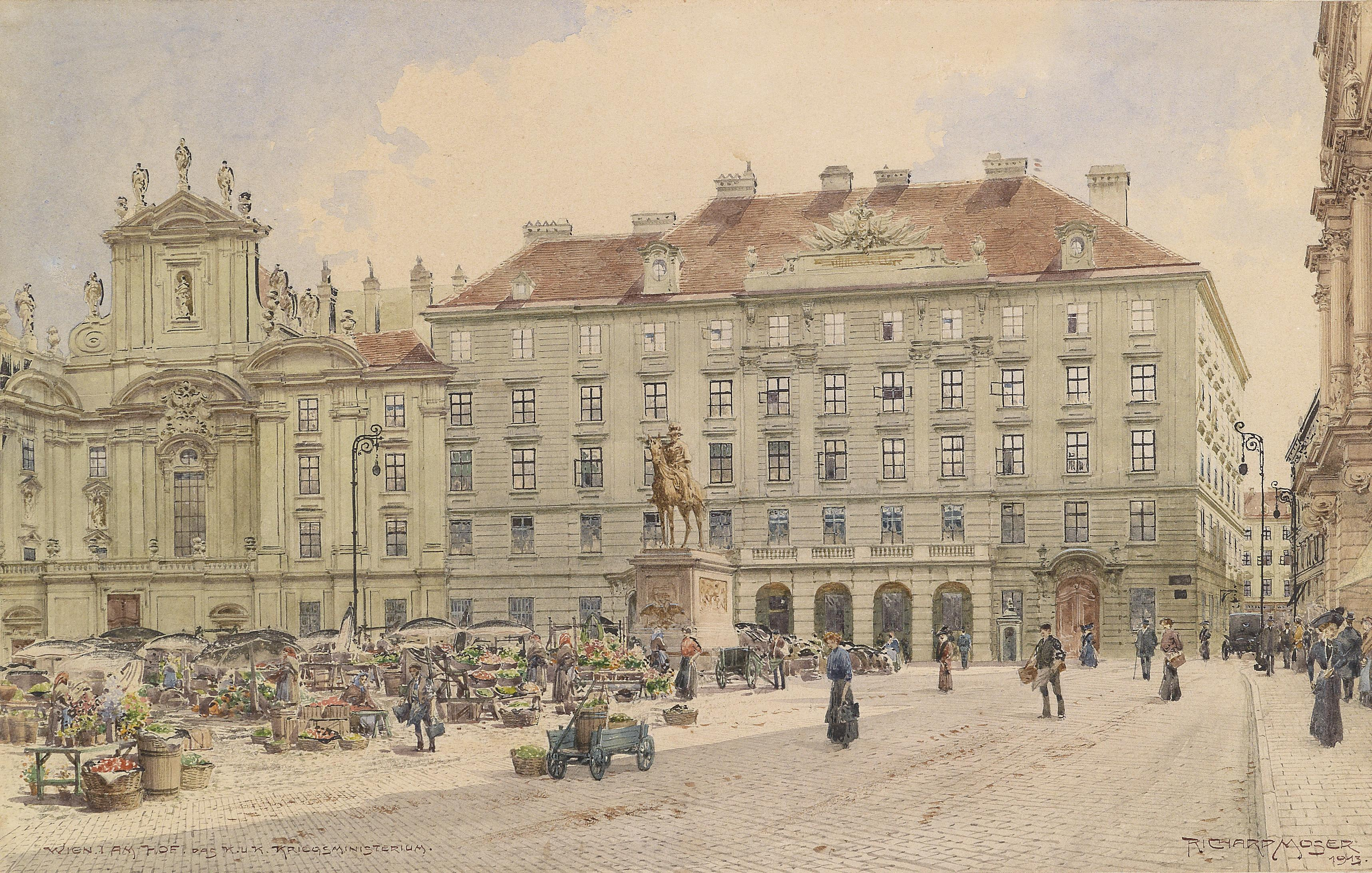
A Hadügyminisztérium 1913-ban lebontott épülete, Radetzky szobrával az Am Hof téren, (Richard Moser, 1913)

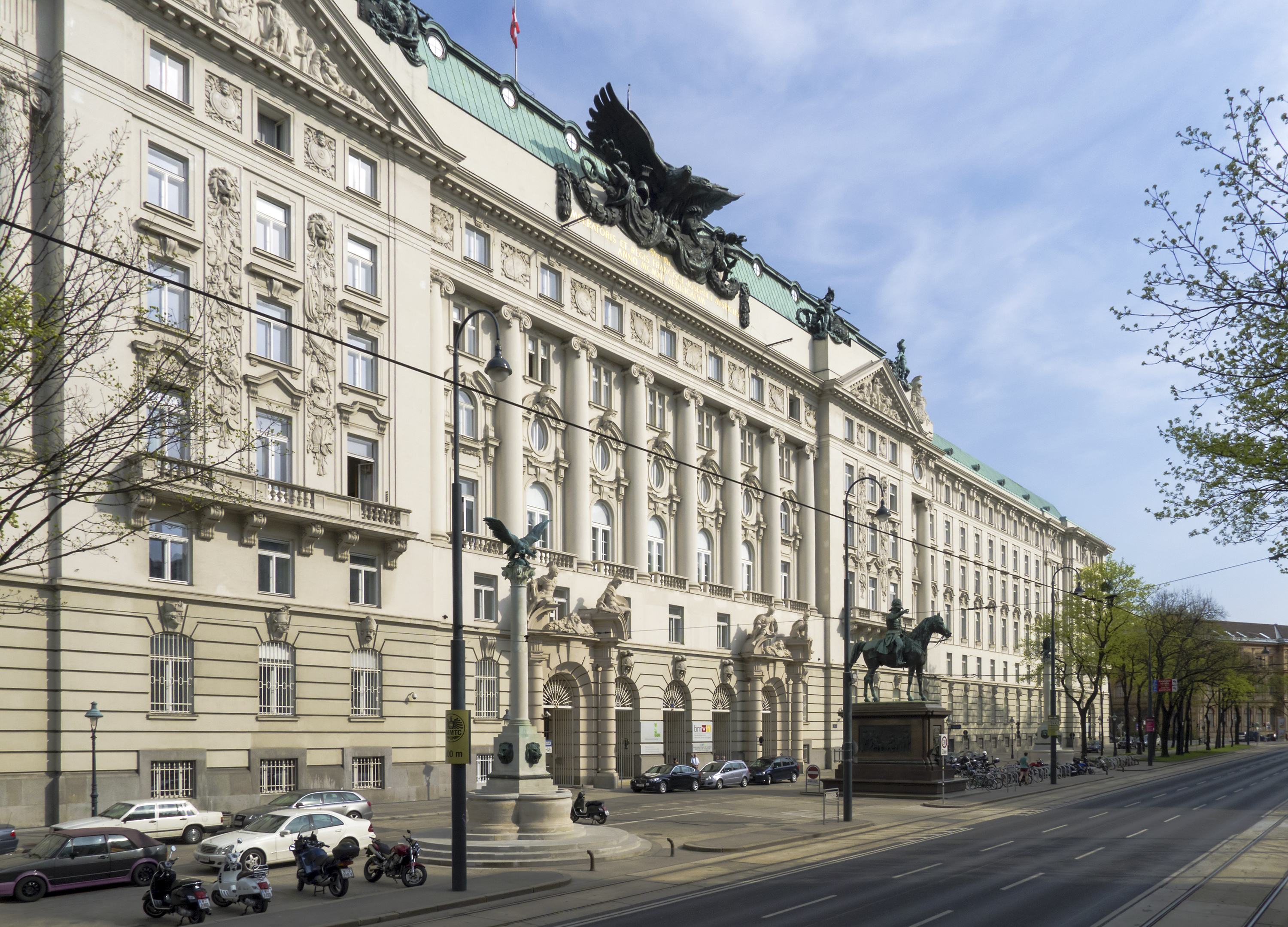
Az „új” Birodalmi Hadügyminisztérium a Stubenringen, az áthelyezett Radetzky-szoborral.

## A Haditanács székháza
Az Udvari Haditanács impozáns palotája a bécsi Am Hof tér 17. szám alatt állt. Eredetileg a karmelita rend számára gótikus, háromhajós templomnak és kolostornak épült, 1420 körül fejezték be. A következő száz évben a kolostor terjeszkedett, megvásárolta a szomszédos házakat is. 1554-ben átvették a jezsuiták, akik tovább bővítették. A hatalmas épülettömb (az azóta megváltozott, ma érvényes házszámozás szerint) az Am Hof 2. számot, a Bognergasse 4–6 számokat és a Seitzergasse 1–3 számokat foglalta magába).
1773-ban a pápa feloszlatta a jezsuita rendet. Az épülettömböt az államkincstár elkobozta. II. József császár rövidesen az Udvari Haditanács állandó székhelyévé nyilvánította. 1774–75-ben Franz Anton Hillebrandt tervei alapján az épülettömböt új rendeltetésének megfelelően átépítették, több helyütt toldatokkal, emelet-ráépítésekkel bővítették. 1776-tól 1848-ig szolgált az Udvari Haditanács palotájaként.
1848. október 6-án, a harmadik bécsi forradalom résztvevői az Am Hof téri épület előtt gyilkolták meg Theodor Baillet von Latour gróf hadügyminisztert. 1848–1853 között az épület a Haditanács helyét átvevő cs.-kir. Birodalmi Hadügyminisztérium, 1853–1860 között a haderő-főparancsnokság (Armeeoberkommando) székhelyeként szolgált. 1860-tól 1912-ig ismét a Birodalmi Hadügyminisztérium (Reichskriegsministerium) működött benne.
1892-ben a volt Haditanács Am Hof téri épülete előtt felállították Joseph Wenzel Radetzky tábornagy lovasszobrát (Caspar Zumbusch művét).
1911–1913 között a Birodalmi Hadügyminisztérium átköltözött az újonnan épülő Neubau városrészbe, a Stubenring 1. szám alatt felépült új hadügyminisztériumi épületbe. A régi minisztériumból a dísztermeinek teljes belső berendezését és bútorzatát leszerelték, és az új épület dísztermeiben újra felépítették. A Radetzky-emlékművet is áthelyezték az új székház elé, ahol ma is áll. 1911-től kezdve ezt az intézményt a magyar kormány követelésére „birodalmi” helyett Császári és Királyi Hadügyminisztériumra (K.u.k. Kriegsministerium) keresztelték át. (A Stubenringen álló cs. és kir. Hadügyminisztérium épülete 1918 után többször is gazdát cserélt, ma két osztrák szövetségi minisztérium használja).
A minisztérium kiköltözése után az Am Hof téren álló palotát szinte azonnal, már 1913-ban lebontották. A bontás terve már 1906-ban nyilvánosságra került. A korabeli építésztársadalom – köztük az akkor már hírneves műépítész, Adolf Loos – hevesen tiltakozott az értékes műemlék elpusztítása ellen, de hiába. Helyére 1915-ben irodaházat építettek, ebbe először az Alsó-Ausztriai Leszámítolóbank (Niederösterreichische Escompte-Gesellschaft) költözött, később az Österreichische Länderbank (1990-től a Bank Austria) székháza lett. 2008-ban a bank eladta az épületet egy szállodaépítő érdekeltségnek.

## Az Udvari Haditanács elnökeinek listája

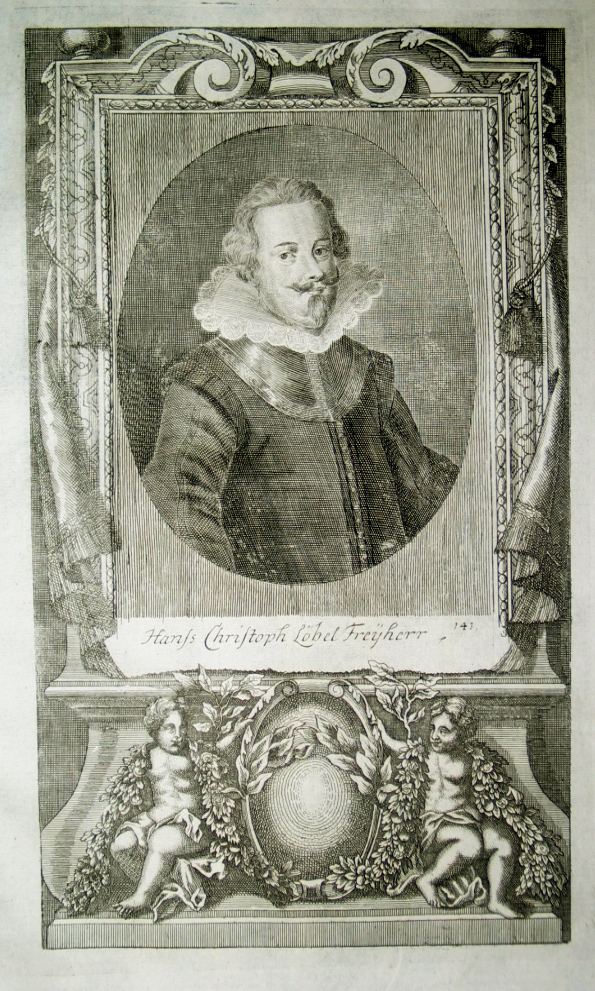
Hans Christoph von Löbl báró, elnök 1630–32 között

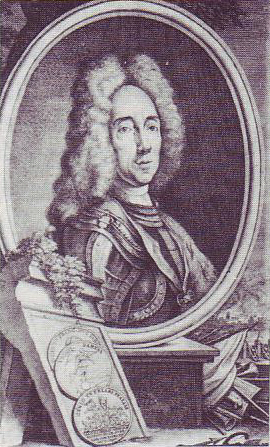
Savoyai Jenő herceg, tábornagy, elnök 1703–36 között

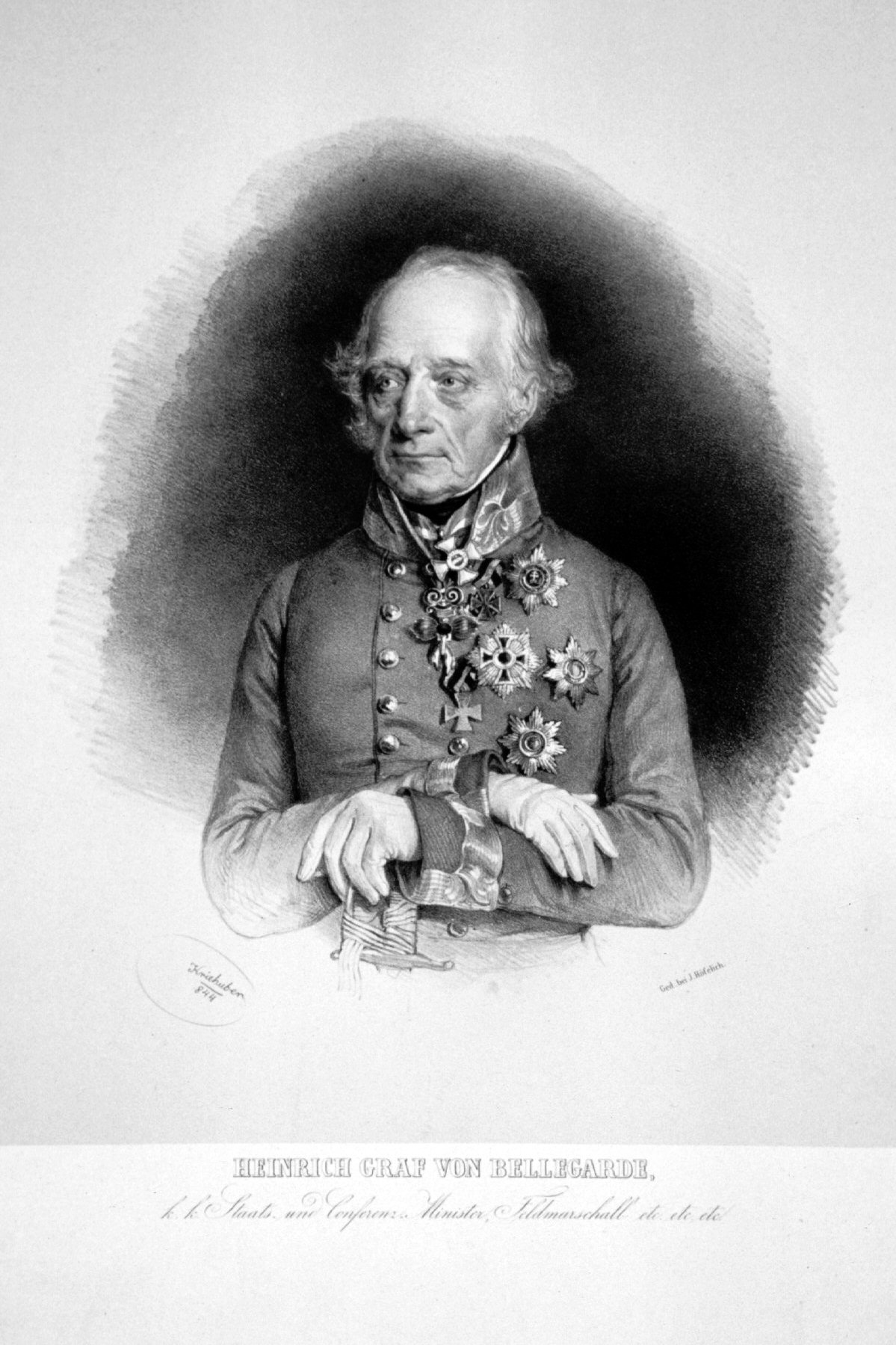
Heinrich von Bellegarde gróf, tábornagy, elnök 1809–13 és 1820–25 között

- 1556–1560 : Ehrenreich von Königsberg (Khungsperg) lovag, báró
- 1560–1566 : Gebhard von Welzer báró
- 1566–1578 : Georg Teufel von Guntersdorf báró
- 1578–1583 : Wilhelm von Hofkirchen báró
- 1584–1599 : David Ungnad von Weißenwolf báró
- 1599–1600 : Melchior von Redern báró
- 1600–1610 : Karl Ludwig zu Sulz
- 1610–1619 : Hans von Mollard báró
- 1619–1624 : Johann Kaspar von Stadion lovag
- 1624–1630 : XIII. Rambold von Collalto gróf
- 1630–1632 : Hans Christoph von Löbl báró
- 1649–1665 : Heinrich Schlik zu Bassano und Weißkirchen
- 1649–1665 : Wenzel Eusebius von Lobkowicz
- 1665–1668 : Annibale (Hannibal) Gonzaga herceg
- 1668–1680 : Raimondo Montecuccoli gróf, tábornagy
- 1681–1691 : Hermann von Baden őrgróf, tábornagy[4]
- 1692–1701 : Ernst Rüdiger von Starhemberg gróf, tábornagy
- 1701–1703 : Heinrich Franz von Mansfeld
- 1703–1736 : Savoyai Jenő herceg, tábornagy (1716–1718 között Guido von Starhemberg gróf, tábornagy helyettesítette)
- 1736–1738 : Dominik von Königsegg-Rothenfels
- 1738–1762 : Johann Philipp Harrach gróf, tábornagy
- 1762–1766 : Leopold Joseph von Daun gróf, tábornagy
- 1766–1774 : Franz Moritz von Lacy gróf, tábornagy
- 1774–1790 : Hadik András gróf, tábornagy
- 1791–1796 : Michael Johann von Wallis
- 1796 : Friedrich Moritz von Nostitz-Rieneck
- 1796–1801 : Ferdinand Tige gróf
- 1801–1809 : Károly főherceg, tábornagy, Teschen hercege (1804–1805 között hadügyi és haditengerészeti miniszter, az Udvari Haditanács elnökének jogköreivel együtt, 1805–1809 hadügyi és haditengerészeti miniszter, az Udvari Haditanács legfőbb főnöke és a katonai ügyosztály közvetlen vezetője)
- 1805–1806 : Maximilian Baillet von Latour gróf, táborszernagy[5] az Udvari Haditanács elnöke, egyben a pénzügyi-gazdasági ügyosztály vezetője)
- 1806–1809 : Wenzel Joseph von Colloredo az Udvari Haditanács elnöke, egyben a pénzügyi-gazdasági ügyosztály vezetője)
- 1809–1813 : Heinrich von Bellegarde gróf, tábornagy
- 1814–1820 : Karl Philipp zu Schwarzenberg herceg, tábornagy
- 1820–1825 : Heinrich von Bellegarde gróf, tábornagy
- 1825–1830 : Friedrich Franz Xaver von Hohenzollern-Hechingen herceg, lovassági tábornok (1830-tól tábornagy)
- 1830–1831 : Gyulay Ignác gróf, tábornagy
- 1831 : Johann Maria Philipp Frimont von Palota gróf, lovassági tábornok
- 1831–1848 : Ignaz zu Hardegg gróf
- 1848 : Karl Ludwig von Ficquelmont (Charles-Louis de Ficquelmont) gróf, lovassági tábornok